# Thierry Ier de Fauquemont
Thierry I de Valkenburg, Thierry I de Fauquemont, également Thierry de Clèves, né vers 1190 à Clèves et mort le 4 novembre 1227 à Heinsberg, est un chevalier du Moyen Âge appartenant à la Maison de Clèves. Il est l'ancêtre de la branche dite de Clèves de la Maison Valkenburg-Heinsberg. Il portait parmi d'autres titres, ceux de seigneur de Valkenburg et seigneur de Heinsberg.

## Biographie
Concernant la vie de ce personnage peu d'informations sont connues. Il est le fils d'Arnold II de Clèves (vers 1171 - vers 1200), qui lui-même était le plus fils de Thierry III de Clèves, et Adelheid de Heinsberg (1168 - 1217). L'origine de cette Adelheid est très obscure. Ses deux parents seraient des descendants de Gossuin II de Valkenburg-Heinsberg (nl). En tout cas, Thierry hérite à la fois des terres de Valkenburg et du domaine Heinsberg par le biais de sa mère.
Par son propre mariage avec une fille de Henri III de Limbourg, il s'implique dans le conflit franco-anglais de 1202-14. À la suite de la bataille de Bouvines (1214), le château de Valkenburg est assiégé par les troupes de l'empereur, renforcées par l'armée de l'évêque de Liège, Hugues de Pierrepont. Bien que la place ait sérieusement souffert des dégâts du siège, le château n'a pas été pris. Le 8 septembre 1214 une trève fut établie. Le château, qui se composait alors d'un donjon décagonal, a probablement été fortement endommagé et n'a été reconstruit que sous son fils Thierry II vers 1236.
Le 25 juillet 1215, Thierry assite dans la cathédrale d'Aix-la-Chapelle au couronnement festif (en all. Festkrönung) de l'empereur Frédéric II. Le sceau de Thierry est attaché à une charte de 1217, qui indique qu'il était autant seigneur de Heinsberg que de Valkenburg.
Le nom de Thierry apparaît à la bataille de Ane, le 28 juillet 1227, du côté d'Otto de Lippe (évêque d'Utrecht) et y a été blessé. Quelques mois plus tard il succombe à ses blessures. Parce que son fils Thierry était encore mineur, sa seconde épouse Beatrix agit alors comme régente. Jusqu'en 1236, son nom apparaît dans les actes comme Dame de Valkenburg.

## Mariages et descendances
Thierry s'est marié deux fois. Sa première épouse est Isolda (ou Isalda, peut-être Isabelle ?), fille de Henri III de Limbourg, duc du Limbourg. Isolda meurt en 1221 et est inhumée dans l'église du cloître de Heinsberg. De son union avec Isolda naissent quatre enfants :
- Henri, prévôt de St. Aposteln à Cologne ;
- Agnès, mariée à Henri de Sponheim, seigneur de Heinsberg ;
- Mechtilde, mariée à Arnold II, comte de Heusden ;
- Thierry, mort prématurément, inhumé dans l'église du cloître à Heinsberg.

À peine une année après la disparition d'Isolda, Thierry épouse Beatrix (vers 1190 - 1236), fille du vicomte de Kyrberg-Dhaun (peut-être Gérard de Kyrburg ???), et veuve de Philippe de Bolanden. De ce mariage naissent cinq enfants :
- Thierry, seigneur de Valkenburg ;
- Englebert II, archevêque de Cologne ;
- peut-être Arnold ;
- peut-être Winand ;
- peut-être une fille, religieuse à Heinsberg.